# 全日本企業対抗ゴルフトーナメント
全日本企業対抗ゴルフトーナメント（ぜんにほんきぎょうたいこうゴルフトーナメント）は、日本最大級の企業対抗アマチュアゴルフ大会である。株式会社リロクラブ主催、株式会社スコアネット運営で開かれる。

## 概略
第1回は2002年にRELO CLUB会員向けとして団体戦を開催。2019年に春季と夏季に年2回開催されている。
2005年より開催されているダブルス戦は、フォアボール方式の大会からポイントターニー方式の世界大会
（World Corporate Golf Challenge）の日本代表戦とスクランブル戦に分かれ2大会が開催されている。
各大会の個人上位だけが出場できる個人戦は2013年より開催されている。
特に夏季団体戦は、全国各地で延べ約4,000名もの選手が参加し、日本最大級の規模で開催される。

現在は下記の4大会に分かれ、ほぼ1年中大会を開催。
・【2月~4月】春季団体戦（予選15会場、地区決勝2会場、全国決勝）・・・チーム内4名のうちベスト3名の合計スコアで順位を決定
・【4月】WCGC（World Corporate Golf Challenge）日本代表決定戦（ダブルス戦）・・・ポイントターニー方式で2名の合計ポイントで順位を決定
・【5月~9月】夏季団体戦（予選23会場、地区決勝7会場、全国決勝）・・・チーム内4名のうちベスト3名の合計スコアで順位を決定
・【11月~1月】ダブルススクランブル（ダブルス戦）・・・チーム2名が同じ場所からプレーし良い方のボールを選択するスクランブル方式で順位を決定。
　※すべての大会で年齢性別によりティを分け、ノーハンディ（スクラッチ）での競技となっている

参加条件は、以下の通り。
・参加条件（同一企業、企業グループの社員、性別、年齢制限なし。）
　※夏季団体戦のみ年齢制限が満25歳以上または勤続3年以上
　※同一企業から複数チームの参加も可能。

大会公式HP：https://www.kigyo-golf.com/

## 歴代優勝
| 年   | 回 | 団体優勝                                          | 回 | ダブルス優勝 | 回 | 個人優勝                                                             |
| ---- | -- | ------------------------------------------------- | -- | --- | -- | -------------------------------------------------------------------- |
| 2002 | 1  | CSFB証券株式会社                                  |    | |    |                                                                      |
| 2003 | 2  | キャロウェイゴルフ株式会社                        |    | |    |                                                                      |
| 2004 | 3  | ビー・エム・ダブリュー株式会社                    |    | |    |                                                                      |
| 2005 | 4  | 株式会社エストリックス                            | 1  | 株式会社マイティウイングス                                                                                          |    |                                                                      |
| 2006 | 5  | アステラス製薬株式会社                            | 2  | 株式会社ランド |    |                                                                      |
| 2007 | 6  | 有限会社ぐりんぱ                                  | 3  | 上田屋商事株式会社                                                                                                  |    |                                                                      |
| 2008 | 7  | サミーグループ                                    | 4  | 関東：ＣＫＫ 関西：(OUT優勝)有限会社ぐりんぱ (IN優勝)株式会社太平洋クラブ                                           |    |                                                                      |
| 2009 | 8  | ノヴィル株式会社                                  | 5  | (OUT優勝)住友金属工業株式会社 (IN優勝)富士ゼロックス株式会社                                                        |    |                                                                      |
| 2010 | 9  | 大日本印刷株式会社                                | 6  | 日軽パネルシステム株式会社                                                                                          |    |                                                                      |
| 2011 | 10 | パシフィックゴルフマネージメント株式会社          | 7  | 大日本印刷株式会社                                                                                                  |    |                                                                      |
| 2012 | 11 | 有限会社GSプランニング                            | 8  | 有限会社GSプランニング                                                                                              |    |                                                                      |
| 2013 | 12 | 株式会社コスギ不動産                              | 9  | 株式会社三菱東京UFJ銀行                                                                                             | 1  | シスメックス株式会社 大東 重則                                       |
| 2014 | 13 | 日本航空株式会社                                  | 10 | アステラス製薬株式会社                                                                                              | 2  | 株式会社メディアテック一心 眞田 惣太                                 |
| 2015 | 14 | 有限会社GSプランニング                            | 11 | (OUT優勝)有限会社GSプランニング (IN優勝)株式会社ケアホームなかお                                                    | 3  | 株式会社三井住友銀行 髙野 隆                                         |
| 2016 | 15 | センコー株式会社                                  | 12 | 近畿工業株式会社 | 4  | (OUT優勝)Apple Japan, Inc 青木 拓 (IN優勝)大成建設株式会社 遠藤 大介 |
| 2017 | 16 | SMBC日興証券株式会社                              | 13 | (ダブルス戦)株式会社高陽 (スクランブル戦)エイツーヘイルスケア株式会社                                               | 5  | 三菱商事株式会社 岸田 佑典                                           |
| 2018 | 17 | 株式会社アルペン                                  | 14 | (WCGC日本代表)全日本空輸株式会社 (スクランブル戦)三井住友海上火災株式会社                                           | 6  | 三菱商事株式会社 岸田 佑典                                           |
| 2019 | 18 | (春季)(夏季)株式会社豊後プロパン                  | 15 | (WCGC日本代表)センコー株式会社 (スクランブル戦)株式会社クレスコ                                                     | 7  | 株式会社エーザイ 榎本 剛                                             |
| 2020 | 20 | (春季)加賀電子株式会社 (夏季)株式会社コスギ不動産 | 16 | (WCGC日本代表)センコー株式会社 (スクランブル戦)(OUT優勝)株式会社シティコミュニケーションズ (IN優勝)エーザイ株式会社 | 8  | 株式会社クレスコ 松下 龍之介                                         |
| 2021 | 22 | (春季)三菱商事株式会社 (夏季)                     | 17 | (WCGC日本代表)全日本空輸株式会社 (スクランブル戦)                                                                   | 9  |                                                                      |
| 2022 | 23 |                                                   |    | |    |                                                                      |

※荒天にてハーフで競技終了となった場合、OUTとINに分け優勝を決定。